# Boarmia carinata
Boarmia carinata là một loài bướm đêm trong họ Geometridae.